# Transquei

Bandeira de Transquei

Transquei

Transkei  ou Transquei  (significando '[área] para além do [rio] Kei'), oficialmente República de Transkei (em xhosa: iRiphabliki yeTranskei), foi, entre  1976 e 1994, um estado não reconhecido localizado na região sudeste da África do Sul, na antiga província do Cabo. Era, juntamente com Ciskei, um bantustão para o povo Xossa. Funcionava como uma democracia parlamentar nominalmente independente. A sua capital era Umtata (renomeada Mthatha, em 2004).
Transkei representou um precedente significativo e um ponto de inflexão histórico na política sul-africana de apartheid e "desenvolvimento separado". Foi o primeiro de quatro territórios declarados independentes na África do Sul. Durante toda a sua existência, permaneceu como um estado de partido único de facto, não reconhecido internacionalmente, diplomaticamente isolado e politicamente instável, que a certa altura rompeu relações com a África do Sul, o único país que o reconhecia como entidade jurídica. Em 1994, foi reintegrado ao seu "vizinho" maior e tornou-se parte da província do Cabo Oriental.
Esse bantustão tornou-se famoso, não só por ser a região de origem de Nelson Mandela, mas também por o seu líder, Kaizer Matanzima, que era sobrinho daquele que foi o primeiro presidente negro da África do Sul, defender uma teoria segundo a qual a independência teria que passar pelos bantustões, em vez de uma África do Sul para todos, pela qual Mandela e o Congresso Nacional Africano lutavam.